# Olympische Sommerspiele 1924/Teilnehmer (Polen)
| Gelbes Symbol für Goldmedaillen mit stilisierten Olympischen Ringen | Graues Symbol für Silbermedaillen mit stilisierten Olympischen Ringen | Braundes Symbol für Bronzemedaillen mit stilisierten Olympischen Ringen |
| ------------------------------------------------------------------- | --------------------------------------------------------------------- | ----------------------------------------------------------------------- |
| —                                                                   | 1                                                                     | 1                                                                       |

Polen nahm an den Olympischen Sommerspielen 1924 in Paris mit einer Delegation von 65 Athleten (64 Männer und eine Frau) an 38 Wettkämpfen in 10 Wettbewerben teil.
Die polnischen Sportler gewannen je eine Silber- und eine Bronzemedaille. Silber sicherten sich die Radsportler Józef Lange, Jan Łazarski, Tomasz Stankiewicz und Franciszek Szymczy in der Mannschaftsverfolgung auf der Bahn, Bronze gewann der Springreiter Adam Królikiewicz. Fahnenträger bei der Eröffnungsfeier war der Leichtathlet Sławosz Szydłowski.

## Teilnehmer nach Sportarten

### Boxen
- Jan Ertmański
Weltergewicht: in der 1. Runde ausgeschieden

- Adam Świtek
Weltergewicht: in der 1. Runde ausgeschieden

- Eugeniusz Nowak
Mittelgewicht: in der 1. Runde ausgeschieden

- Jan Gerbich
Halbschwergewicht: in der 1. Runde ausgeschieden

- Tomasz Konarzewski
Schwergewicht: in der 1. Runde ausgeschieden

### Fechten
Männer
- Konrad Winkler
Florett: in der 1. Runde ausgeschieden
Säbel Mannschaft: in der 1. Runde ausgeschieden

- Alfred Ader
Säbel Mannschaft: in der 1. Runde ausgeschieden

- Adam Papée
Säbel Mannschaft: in der 1. Runde ausgeschieden

- Jerzy Zabielski
Säbel Mannschaft: in der 1. Runde ausgeschieden

Frauen
- Wanda Dubieńska
Florett: in der 1. Runde ausgeschieden

### Fußball
- in der 1. Runde ausgeschieden
Henryk Reyman
Józef Kałuża
Leon Sperling
Marian Spoida
Mieczysław Batsch
Mieczysław Wiśniewski
Stanisław Cikowski
Stefan Fryc
Wacław Kuchar
Zdzisław Styczeń
Tadeusz Synowiec
Wawrzyniec Cyl

### Leichtathletik
Männer
- Władysław Dobrowolski
100 m: im Vorlauf ausgeschieden

- Aleksander Szenajch
100 m: im Vorlauf ausgeschieden
200 m: im Vorlauf ausgeschieden

- Zygmunt Weiss
100 m: im Vorlauf ausgeschieden
200 m: im Vorlauf ausgeschieden

- Stanisław Sośnicki
100 m: im Vorlauf ausgeschieden
Weitsprung: in der Qualifikation ausgeschieden

- Stefan Ołdak
400 m: im Vorlauf ausgeschieden
800 m: im Vorlauf ausgeschieden

- Stanisław Świętochowski
400 m: im Vorlauf ausgeschieden

- Stefan Kostrzewski
800 m: im Vorlauf ausgeschieden
1500 m: im Vorlauf ausgeschieden

- Józef Jaworski
1500 m: im Vorlauf ausgeschieden

- Stefan Szelestowski
5000 m: im Vorlauf ausgeschieden
3000 m Mannschaft: im Vorlauf ausgeschieden

- Stanisław Ziffer
5000 m: im Vorlauf ausgeschieden
3000 m Hindernis: im Vorlauf ausgeschieden
3000 m Mannschaft: im Vorlauf ausgeschieden

- Julian Łukaszewicz
3000 m Mannschaft: im Vorlauf ausgeschieden

- Stefan Adamczak
Stabhochsprung: in der Qualifikation ausgeschieden

- Antoni Cejzik
Zehnkampf: 12. Platz

- Sławosz Szydłowski
Diskuswurf: in der Qualifikation ausgeschieden
Speerwurf: in der Qualifikation ausgeschieden

### Radsport
- Wiktor Hoechsman
Straßenrennen: Rennen nicht beendet
Mannschaftszeitfahren: 14. Platz

- Feliks Kostrzębski
Straßenrennen: 55. Platz
Mannschaftszeitfahren: 14. Platz

- Kazimierz Krzemiński
Straßenrennen: 59. Platz
Mannschaftszeitfahren: 14. Platz

- Oswald Miller
Straßenrennen: 48. Platz
Mannschaftszeitfahren: 14. Platz

- Józef Lange
Bahn 50 km: 5. Platz
Bahn 4000 m Mannschaftsverfolgung: Silber

- Jan Łazarski
Bahn 50 km: 5. Platz
Bahn Sprint: im Vorlauf ausgeschieden
Bahn 4000 m Mannschaftsverfolgung: Silber

- Tomasz Stankiewicz
Bahn 4000 m Mannschaftsverfolgung: Silber

- Franciszek Szymczyk
Bahn Sprint: im Viertelfinale ausgeschieden
Bahn 4000 m Mannschaftsverfolgung: Silber

### Reiten
- Kazimierz de Rostwo-Suski
Vielseitigkeitsreiten: 24. Platz
Vielseitigkeitsreiten Mannschaft: 7. Platz

- Tadeusz Komorowski
Vielseitigkeitsreiten: 26. Platz
Vielseitigkeitsreiten Mannschaft: 7. Platz

- Zdzisław Dziadulski
Springreiten: 28. Platz
Springreiten Mannschaft: 6. Platz

- Kazimierz Szosland
Vielseitigkeitsreiten: 23. Platz
Springreiten: 32. Platz
Vielseitigkeitsreiten Mannschaft: 7. Platz
Springreiten Mannschaft: 6. Platz

- Karol von Rómmel
Vielseitigkeitsreiten: 10. Platz
Springreiten: 10. Platz
Vielseitigkeitsreiten Mannschaft: 7. Platz
Springreiten Mannschaft: 6. Platz

- Adam Królikiewicz
Springreiten: Bronze 
Springreiten Mannschaft: 6. Platz

### Ringen
- Leon Rękawek
Leichtgewicht, griechisch-römisch: in der 3. Runde ausgeschieden

- Wacław Okulicz-Kozaryn
Mittelgewicht, griechisch-römisch: in der 5. Runde ausgeschieden

### Rudern
- Andrzej Osiecimski-Czapski
Einer: im Vorlauf ausgeschieden

- Antoni Brzozowski
Vierer mit Steuermann: im Vorlauf ausgeschieden

- Henryk Fronczak
Vierer mit Steuermann: im Vorlauf ausgeschieden

- Edmund Kowalec
Vierer mit Steuermann: im Vorlauf ausgeschieden

- Józef Szawara
Vierer mit Steuermann: im Vorlauf ausgeschieden

- Władysław Nadratowski
Vierer mit Steuermann: im Vorlauf ausgeschieden

### Schießen
- Marian Borzemski
Freies Gewehr 600 m: 60. Platz
Schnellfeuerpistole 25 m: 9. Platz
Freies Gewehr Mannschaft: 15. Platz

- Bolesław Gościewicz
Schnellfeuerpistole 25 m: 47. Platz
Freies Gewehr Mannschaft: 15. Platz

- Stanisław Kowalczewski
Freies Gewehr 600 m: 58. Platz
Schnellfeuerpistole 25 m: 21. Platz
Freies Gewehr Mannschaft: 15. Platz

- Walerian Maryański
Schnellfeuerpistole 25 m: 21. Platz

- Władysław Świątek
Freies Gewehr 600 m: 65. Platz
Freies Gewehr Mannschaft: 15. Platz

- Eugeniusz Waszkiewicz
Freies Gewehr 600 m: 63. Platz

- Franciszek Brożek
Freies Gewehr Mannschaft: 15. Platz

### Segeln
- Edward Bryzemejster
Monotyp: in der Qualifikation ausgeschieden